# جاكوب مارتن
جاكوب مارتن (11 مايو 1972 في الهند - ) هو لاعب كريكت هندي. لعب مع Baroda cricket team ‏ وكريكت السكك الحديدية ‏ وAssam cricket team ‏.

## وصلات خارجية
- جاكوب مارتن على موقع إي آس بي آن كريك إنفو (الإنجليزية)